# 中国翻訳協会

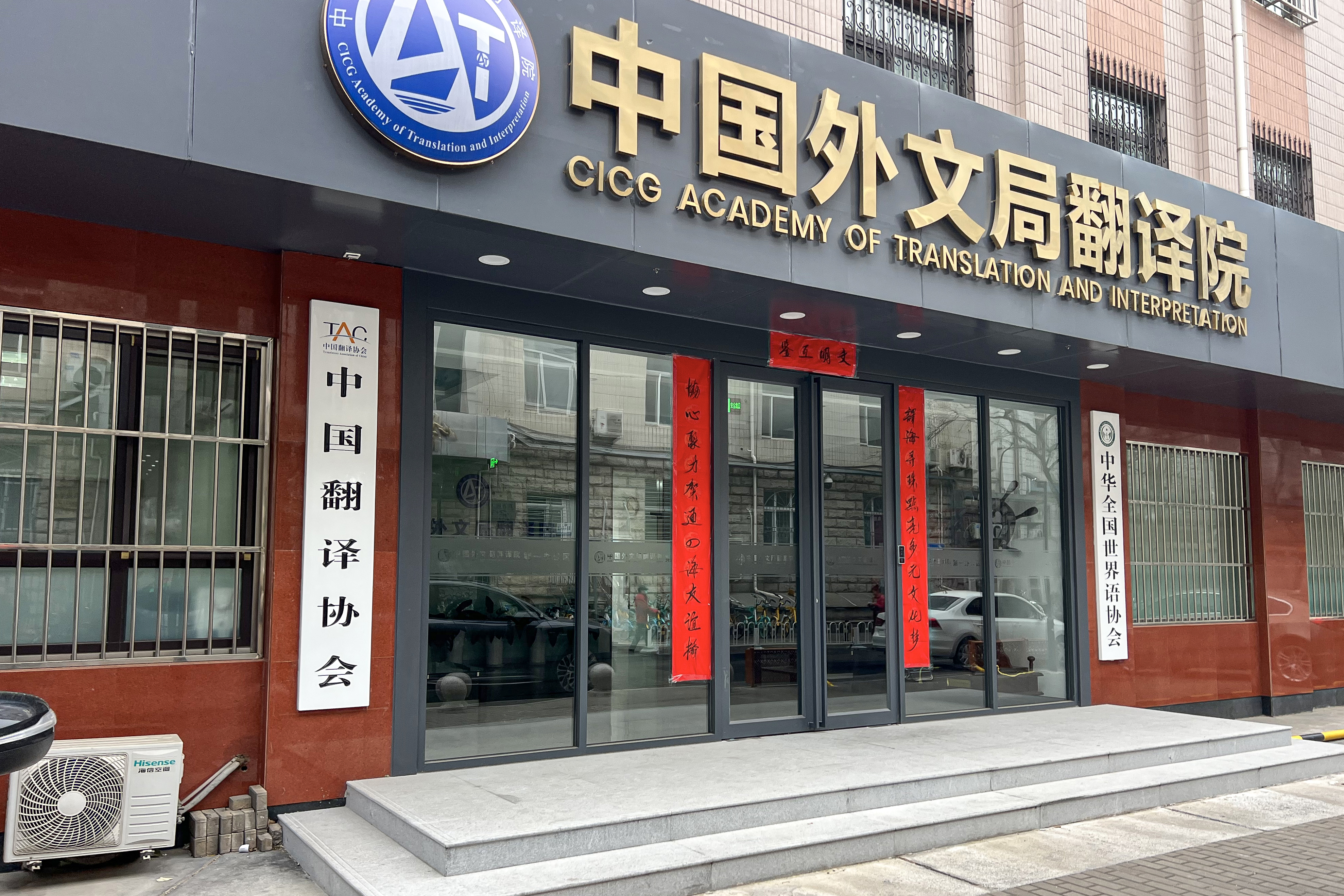
本部

中国翻訳協会（英語: Translators Association of China  or Chinese Translation Association; TAC）とは中華人民共和国の翻訳業界の協会である。1982年に創立。雑誌『中国翻訳』を発行している。翻訳コンテスト「韓素音国際翻訳コンテスト」を主催している。

## 外部链接
- 公式ウェブサイト